# Microryzomys altissimus
Microryzomys altissimus é uma espécie de roedor da família Cricetidae.
Pode ser encontrada nos seguintes países: Colômbia, Equador e Peru.